# Фридженто
Фридженто (італ. Frigento) — муніципалітет в Італії, у регіоні Кампанія, провінція Авелліно.
Фридженто розташоване на відстані близько 240 км на південний схід від Рима, 75 км на схід від Неаполя, 29 км на схід від Авелліно.
Населення — 3854 особи (2014).
Щорічний фестиваль відбувається 14 червня. Покровитель — San Marciano.

## Демографія
Населення за роками:

Станом на 1 січня 2023 року в муніципалітеті офіційно проживало 76 іноземців з 25 країн, серед них 17 громадян країн Євросоюзу та 13 громадян України.

## Сусідні муніципалітети
- Карифе
- Флумері
- Джезуальдо
- Гроттамінарда
- Гуардія-Ломбарді
- Рокка-Сан-Феліче
- Стурно
- Вілламаїна